# StoneBridge
Stonebridge es el seudónimo del productor y DJ sueco Sten Hallström.

## Carrera musical
StoneBridge ganó renombre internacional con el remix del tema de 1992 "Show Me Love" con Robin S. Hasta entonces había pertenecido al moderadamente conocido equipo de DJ's SweMix, formado a finales de los 80's.
En 2004, sale a la venta su primer álbum “Can’t Get Enough”. El álbum es muy bien recibido y aclamado en muchos países. Ha editado varios remixes de 12" pulgadas, cedés y varios singles, incluyendo “Put ‘Em High”, “Freak On” y “Take Me Away” obtienen muy buenos puestos en el top 10 del Reino Unido y hasta el momento han sido editados en 24 países. Algunos de sus mejores singles son versiones de la vocalista sueca Therese. En el 2006 se publica el álbum de remezclas “The Flavour The Vibe”, y en 2007 “Music Takes Me”. Sugababes, Dannii Minogue vs Jason Nevins, Sophie Ellis Bextor (para la canción Me and My Imagination), Debbie Harry, Natasha Bedingfield, Ne Yo y Usher son algunos artistas que StoneBridge a remezclado.
En España en 2007, el remix de la cantante australiana Sia, “The Girl You Lost To Cocaine” ha obtenido un enorme éxito en las pistas house y emisoras de radio españolas quedando en los primeros puestos de las listas. La carrera de StoneBridge ya ha travesado dos décadas y no muestra ningún signo de frenado, ni ha perdido la pasión por la música house Es muy conocido en Europa y está ganando popularidad en América.
En 2009, obtuvo una nominación al premio Grammy por su remezcla de "Closer" de Ne-Yo.
En el año 2010, lanzó su más reciente álbum de estudio “The Morning After”, incluye colaboraciones desde Nueva York, Londres, Barcelona, Varsovia, Estocolmo, Ámsterdam y Johannesburgo con una deliciosa y variada selección de canciones como resultado. El primer sencillo “The Morning After” colabora la cantante DaYeene.

## Discografía

### Álbumes
- Can't Get Enough (2004)
- The Flavour The Vibe (2006)
- Music Takes Me (2007)
- The Morning After (2010)

### Sencillos
| Año  | Título                                                                | Posición en las Listas | Posición en las Listas | Posición en las Listas |
| Año  | Título                                                                | UK                     | AUS                    | EUA Dance              |
| ---- | --------------------------------------------------------------------- | ---------------------- | ---------------------- | ---------------------- |
| 2004 | "Put 'Em High" (con Therese)                                          | 6                      | 33                     | 40                     |
| 2004 | "Time Of Our Lives"                                                   | —                      | —                      | —                      |
| 2005 | "Take Me Away" (con Therese)                                          | 9                      | 47                     | —                      |
| 2005 | "Freak On" (vs. Ultra Naté)                                           | 37                     | —                      | —                      |
| 2007 | "SOS"                                                                 | —                      | —                      | —                      |
| 2007 | "You Don't Know"                                                      | —                      | —                      | —                      |
| 2008 | "Close to Heaven" (con Rita Campbell)                                 | —                      | —                      | —                      |
| 2008 | "Let It Go" (con WAWA)                                                | —                      | —                      | —                      |
| 2010 | "The Morning After"                                                   | —                      | —                      | 25                     |
| 2010 | "Trip'en"                                                             | —                      | —                      | —                      |
| 2010 | "Rescue Me" (con Chris Kaeser & Anita Kelsey)                         | —                      | —                      | —                      |
| 2012 | "Love Me" (con Chris Kaeser & Krista Richards)                        | —                      | —                      | —                      |
| 2013 | "Sthlm Sunrise" (con Chris Sammarco)                                  | —                      | —                      | —                      |
| 2013 | "Music Man" (con Caroline D'Amore)                                    | —                      | —                      | —                      |
| 2014 | "Hold On (StoneBridge UK Mix)" (con Matt Aubrey & Holevar)            | —                      | —                      | —                      |
| 2014 | "Global Warning" (con Caroline D'Amore)                               | —                      | —                      | —                      |
| 2014 | "Be Kind" (con Crystal Waters)                                        | —                      | —                      | —                      |
| 2015 | "Losing Control" (con Amie M)                                         | —                      | —                      | —                      |
| 2015 | "Out of Nowhere" (con Jamie Lee Wilson)                               | —                      | —                      | —                      |
| 2015 | "A World Without You" (Robbie Rivera & StoneBridge con Denise Rivera) | —                      | —                      | —                      |
| 2016 | "If You Like It" (con Elsa Li Jones)                                  | —                      | —                      | 1                      |

### Remixes
Lista seleccionada
- 1992: Robin S. – "Show Me Love"
- 1993: Robin S. – "Luv 4 Luv"
- 1994: Lulu – "Goodbye Baby and Amen" (Nick & Stone's Elite Mix)
- 1994: Dr. Alban - Look Who's Talking (Stone's Radio)
- 1995: Shaggy – "Boombastic"
- 1995: Dr. Alban - This Time I'm Free [StoneBridge & Nick Nice Anthem Mix]"
- 1997: MK feat. Alana – "Always"
- 1997: *NSYNC – "Here We Go"/"Tearin' Up My Heart"
- 1998: Axwell – "Jazzplayer"
- 2000: Mel C – "I Turn to You"
- 2001: Dario G – "Say What's On Your Mind"
- 2001: Chic – "Good Times"
- 2001: Roxette – "The Centre of the Heart"
- 2002: Enrique Iglesias – "Escape"
- 2003: Therese – "Time"
- 2003: Lazy Grace feat. Billie Godfrey – "How Deep Is Your Love"
- 2003: Lee-Cabrera feat. Alex Cartana – "Shake It (Move A Little Closer)"
- 2004: Eurythmics – "Here Comes the Rain Again"
- 2004: Gadjo feat. Alexandra Prince – "So Many Times"
- 2005: Missy Elliott feat. Ciara & Fatman Scoop – "Lose Control"
- 2005: David Morales with Angela Hunte – "Feels Good"
- 2006: Haji & Emanuel feat. Erire – "Take Me Away"
- 2006: Armand Van Helden feat. Tara McDonald – "My My My"
- 2007: Deborah Harry – "Two Times Blue"
- 2007: Sophie Ellis-Bextor – "Me and My Imagination"
- 2007: Dannii Minogue vs. Jason Nevins – "Touch Me Like That"
- 2007: Britney Spears – "Gimme More"
- 2007: Sia – "The Girl You Lost to Cocaine"
- 2008: Ayumi Hamasaki – "Talkin' 2 Myself"
- 2008: Natasha Bedingfield – "Pocketful of Sunshine"
- 2008: Calvin Harris – "The Girls"
- 2008: Ne-Yo – "Closer"
- 2008: New Kids on the Block & Ne-Yo – "Single"
- 2008: Usher feat. Young Jeezy) – "Love in This Club"
- 2009: Lily Allen – "The Fear"
- 2009: Jennifer Hudson – "If This Isn't Love"
- 2009: Jessica Jarrell – "Armageddon"
- 2009: Paradiso Girls feat. Lil' Jon & Eve – "Patron Tequila"
- 2009: The Pussycat Dolls feat. Missy Elliott – "Whatcha Think About That"
- 2009: Sybil – "Stronger (Don't Look Back)"
- 2009: Basement Jaxx – "My Turn"
- 2010: Cher – "You Haven't Seen the Last of Me"
- 2010: Alexandra Burke – "Start Without You"
- 2010: Locnville – "Sun In My Pockets"
- 2010: Chris Reece & Nadia Ali – "The Notice"
- 2010: Taio Cruz – "Dynamite"
- 2010: Yoko Ono – "Give Me Something"
- 2012: Lizzie Curious – "Butterflies"
- 2012: Kristine W & Bimbo Jones – "Everything That I Got" (StoneBridge & Matt Joko Remix)
- 2013: Chris Cox & DJ Frankie feat. Crystal Waters – "Oh Mama Hey"
- 2015: Madonna – "Living for Love"
- 2015: Sted-E & Hybrid Heights & Crystal Waters – "Synergy"
- 2016: Dave Audé feat. Andy Bell – "True Original"
- 2016: Lee Dagger feat. Bex – "Drink the Night Away"